# Термоелемент
Термоелемент (англ. thermopile, thermocouple; нім. Thermoelement n) (від термо... і елемент) — пристрій для безпосереднього перетворення теплової енергії на електричну або електричної енергії на теплову, що його принцип дії ґрунтується на одному з термоелектричних явищ. До осн. частини Т.  належать два різнорідні електр. провідники або напівпровідники, з'єднані (спаяні) лише в одному місці. 
Розрізняють декілька типів Т., що відрізняються конструктивно і за призначенням.
- В Т., якими теплову енергію перетворюють на електричну, різниця т-р у спаяному (нагріваному) і неспаяному (ненагріваному) місцях зумовлює появу електрорушійної сили (див. Ефект Зеєбека). Такі Т. використовують як вимірювальні перетворювачі для визначення т-ри та ін. фіз. величин (тиску газів, швидкості потоку рідини, сили струму тощо), зміни яких пов'язані зі змінами т-ри. У вимірювальній і перетворювальній техніці такі Т. наз. термопарою.
- Напівпровідникові Т., що діють на основі явища Зеєбека, використовують також у термоелектрогенераторах.

- В Т., якими електр. енергію перетворюють на теплову, при пропусканні струму від стороннього джерела в одному місці з'єднання тепло поглинається, в іншому — виділяється (див. Ефект Пельтьє). Т. такого типу використовують у термоелектр. холодильних машинах, термостатах тощо.